# Claude-Joseph M'Bafou-Zetebeg
Claude-Joseph M'Bafou-Zetebeg, né le 14 septembre 1948 à Dschang au Cameroun, est un écrivain et homme politique camerounais.

## Biographie
Claude-Joseph M'Bafou-Zetebeg naît le 14 septembre 1948 à Dschang dans la région de l’ouest dans le département de la Menoua au Cameroun.
Il fait ses études universitaires à l'université de Yaoundé, en faculté de droit, à l’École nationale d’administration du Cameroun, puis à l’Institut international d'administration publique de Paris.
Le 16 juin 1995, il est nommé conseiller technique à la présidence de la république. Le 7 décembre 1997 il est nommé ministre de la Ville, avant d'occuper le 18 mars 2000 le de portefeuille de Ministre de la Ville. Il quittera le gouvernement le 24 août 2002.
Il a été Ambassadeur extraordinaire et plénipotentiaire du Cameroun en Algérie, de 2008 à 2020.

## Œuvres
- La Couronne d'épines. Poèmes, Paris, Éditions Pierre-Jean Oswald, 1973, 79 p..
- Le Martyr du Bouganda, Éditions Radio-France Internationale, 1976, 118 p. (présentation en ligne) : pièce de théâtre envoyée au 8e Concours théâtral inter-africain de 1976[4].
- Perles sanglantes, Paris, Éditions Saint-Germain-des-Prés, coll. « À l'écoute des sources », 1980, 85 p. (ISBN 2-243-01247-2).

Son poème L’Oiseau en liberté est publié dans : Anthologie africaine d'expression française. Vol. II, La poésie, Paris, Hatier internationale, coll. « Monde noir », 2002, 175 p. (ISBN 2-7473-0263-6),.